# Hóból is megárt a sok
A Hóból is megárt a sok (eredeti címe: Snow Day) egy 2000-es amerikai vígjáték, rendezte Chris Koch. A forgatókönyvet írta Will McRobb és Chris Viscardi. A produkció főszerepében Chris Elliott, Mark Webber, Jean Smart és Chevy Chase. 
A film premierjét 2000. január 29-én mutatták be az Egyesült Államokban. Magyarországon videokazettán volt elérhető december 19-től. Habár a kritikusok lehúzták a filmet, pénzügyileg sikeresen teljesített a produkció.

## Cselekmény
A szokatlanul meleg évszak ellenére a New York állambeli Syracuse városára hóvihar zúdul, és a Brandston család környékét hótakaró borítja. 
Tom Brandston, a helyi időjós, rivalizál Chad Symmonzzal, egy másik állomás időjósával. Annak ellenére, hogy Tom jósolta meg először az előző esti hóvihart, Chad magáénak állítja be a híreket. Eközben Tom fia, az ifjú Hal Brandston megpróbálja meghódítani szerelmét, Claire Bonnert, az iskola legnépszerűbb lányát, aki épp most szakított Chuckkal. Barátja, Lane habozva, de támogatja az akciójában. Hal mindent kipróbál, az apja híradójában élőben eléri Claire-t, és Chuckkal szembeszáll egy hómobilos üldözés során.
Tom lánya, Natalie Brandston felveszi a harcot főellenségével, a Hótoló úrral, a helyi gazemberrel, aki állítólag olyan hatékonyan gázolja el a gyerekeket és szántja az utcákat, hogy évek óta nem volt második hószünet. Barátai elterelik a Hótoló figyelmét, amíg Natalie belopózik a járműbe. A lányt azonban megtámadja a Hótoló madara, ezért foglyul ejti. A Hótoló azonban csellel visszaszerzi a madarat, és folytatja az útját.
Tomnak sikerül bebizonyítania, hogy Chad egy csaló. Hal megkéri Lane-t, hogy csalogassa Claire-t egy hóból készült ámbráscethez, de Lane dühös lesz, és miután megcsókolta a fiút, elmegy. Mikor Hal találkozik Claire-rel, és Claire is megcsókolja, Hal rájön, hogy Lane fontosabb neki.
Később aznap este Natalie egyedül száll szembe a Hótolóval, a felbukkanó gyerekek pedig egy utcatáblához kötözik a férfit, és lefoglalják az ekét. Halt megtámadja Chuck, de a verekedés közben Natalie és barátai egy hótorlaszba lökik Chuckot. Hal megtalálja Lane-t, és bocsánatot kér tőle, majd megcsókolják egymást.

## Szereplők
| Szerep              | Színész            | Magyar hangja    |
| ------------------- | ------------------ | ---------------- |
| Hótoló úr           | Chris Elliott      | Rosta Sándor     |
| Hal Brandston       | Mark Webber        | Hamvas Dániel    |
| Laura Brandston     | Jean Smart         | Vándor Éva       |
| Lane Leonard        | Schuyler Fisk      | Mezei Kitty      |
| Mr. Zellweger       | Iggy Pop           | Halmágyi Sándor  |
| Tina                | Pam Grier          | Kocsis Mariann   |
| Chad Symmonz        | John Schneider     | Oberfrank Pál    |
| Tom Brandston       | Chevy Chase        | Józsa Imre       |
| Natalie Brandston   | Zena Grey          | n.a              |
| Wayne Alworth       | Josh Peck          | n.a              |
| Chet Felker         | Jade Yorker        | Bíró Attila      |
| Ken Weaver igazgató | Damian Young       | Galbenisz Tomasz |
| Randy Brandston     | Connor Matheus     | Gacsal Ádám      |
| Bill Korn           | J. Adam Brown      | Markovics Tamás  |
| Claire Bonner       | Emmanuelle Chriqui | Csondor Kata     |
| Chuck Wheeler       | David Paetkau      | Fekete Zoltán    |
| Mona                | Rozonda Thomas     | n.a              |
| Marla               | Katharine Isabelle | n.a              |

## Fogadtatás

### Kritikai visszhang
A film gyengén teljesített a kritikusok körében. A Rotten Tomatoeson 29%-os minősítést ért el 66 értékelés alapján, az összefoglaló szerint: „A karakterek és a történet gyenge összeszerelése felejthetővé és butává tette ezt a filmet.” Lael Loewenstein a Varietytől azt írta: „A fiatal Grey a tehetség tűzijátékosa; Fisk bájos, érintetlen alakítást nyújt, Chriqui pedig szikrázó, őzikeszemű szépség.” Jay Carr a Boston Globe-tól azt írta: „Az egész film elég plasztikusnak tűnik, mintha egy számítógép írta volna.” Desson Thomson a Washington Posttól azt írta: „Kevés olyan dolog van itt, ami bárkit is megbántana, és még kevesebb olyan, ami bárkit is felizgatna.”
A MetaCritic 34 pontot adott a 100-ból 22 értékelés alapján. Carrie Rickey a Philadelphia Inquirertől „pillekönnyű családi vígjátéknak” írta le a filmet. Tom Keogh a Film.com-on azt írta: „Nem időpocsékolás, de nem egészen ura a céljának.” Roger Ebert úgy vélte, a film „egymást megszakító karakterek és történetszálak ötlettelen összeszerelése.”

### Bevételi adatok
A Box Office Mojo szerint a produkció nyereséges volt. A 13 millió dolláros költségvetésre 62 millió dolláros bevétel keletkezett.